# Program Przeciw Korupcji
Program Przeciw Korupcji – program społeczny działający od 2000 roku przy Fundacji im. Stefana Batorego, rozpoczęty akcją edukacyjną „KorupcJa”. Program za cel postawił sobie doprowadzenie do zmniejszenia skali zjawisk korupcyjnych w Polsce przez zmianę nastawienia obywateli do korupcji w życiu codziennym, wprowadzenie rozwiązań legislacyjnych zapewniających przejrzystość procesów decyzyjnych i organizowanie stałego nacisku obywateli na przestrzeganie przez władze przepisów antykorupcyjnych. Dyrektorem programu „Przeciw Korupcji” jest Grażyna Kopińska.